# Белуджский язык
Белу́джский язык (самоназвание — بلوچی, балучи, балочи) — язык белуджей. Распространён в Пакистане, Иране, Афганистане, Туркменистане, Омане и ОАЭ. Общая численность говорящих — свыше 7,5 млн человек (оценка, конец 1990-х), в том числе в Пакистане — около 6 млн человек, в Иране — 1-1,2 млн человек, в Афганистане — 200 тыс., в Омане — 130 тыс., в ОАЭ — около 100 тыс., в Туркменистане — 85 тыс. человек.
Белуджский язык принадлежит к иранским языкам (северо-западная группа). Развился в средние века из мидийско-парфянских диалектов. Традиционно делится на 2 основных группы диалектов — западную и восточную. Более дробная классификация Дж. Х. Элфенбейна выделяет наречия рахшанийское (афганский, келатский, чагай-харанский, панджгурский, пограничное, мервский, или туркменский, диалекты), сараванское, лотунийское, кечийское, прибрежное и Восточных гор.
В фонетике белуджского отмечается ряд архаичных черт, в частности фонологическое противопоставление гласных по длительности. Существительные и местоимения имеют четырёхпадежную систему склонения. Развитая система глагола: 2 залога, 4 наклонения. В изъявительном наклонении по диалектам насчитывается от 5 до 9 видовременных форм. Для глагола характерно различие спряжения переходных и непереходных глаголов в прошедших временах: при переходных глаголах предложение строится по типу эргативной конструкции (за исключением ряда диалектов, в том числе числе диалекта туркменских белуджей, где эргативная конструкция была утрачена), при непереходных — по типу номинативной. При формах настоящего времени независимо от семантики глагола используется только номинативная конструкция.

## Письменность
Белуджи Пакистана и Афганистана пользуются письменностью на основе арабской графики; старейшие памятники относятся к XVIII в.
В начале 1930-х годов для белуджей, проживающих на территории СССР, был создан алфавит на основе латиницы. На этом алфавите были изданы буквари, печаталась страница в местной газете, публиковались переводы идеологических произведений. Но в конце 1930-х годов книгоиздание на белуджском языке в СССР прекратилось.
В декабре 1989 года в Иолотанской районной газете «Тазе дурмуш» была напечатана страница на белуджском языке. В этом тексте использовалась стандартная кириллица без дополнительных знаков. В 1990 году ленинградский учёный С. Аксенов совместно с представителями белуджской интеллигенции разработали новый белуджский алфавит на кириллической основе. В 1992—1993 годах на кириллическом алфавите были изданы несколько учебников для начальной школы, а в 2005 году Институт перевода Библии опубликовал на кириллице Евангелие от Луки.
В 2017 году Институт перевода Библии подготовил ещё несколько религиозных книг на белуджском языке, в которых использовался латинский алфавит, включающий 25 букв стандартной латиницы (все, кроме v), а также дополнительные знаки á, é, ó. Для обозначения специфических звуков белуджского языка использованы диграфы gh dh zh rh th ch sh.

## Лексика
| Русский | Белуджский (западный) | Белуджский (южный) |
| ------- | --------------------- | ------------------ |
| Отец    | Пес/پیس               | Пет/پیت            |
| Мать    | Мас/ماس               | Мат/مات            |
| Брат    | Брас/براس             | Брат/برات          |
| Сестра  | Гвар/گوار             | Гуар/گوهار         |